# Chuecatown
Chuecatown es una película cómica española dirigida por Juan Flahn. La película trata sobre la investigación de los crímenes de un agente inmobiliario que trata de comprar los pisos de la gente mayor de Chueca para gentrificar el barrio. Basado en el cómic del mismo nombre de Rafael Martínez Castellanos.

## Argumento
Leo (Pepón Nieto) y Rey (Carlos Fuentes) son una pareja gay de osos que vive en el barrio madrileño de Chueca, un poco diferentes a la estereotípica pareja de homosexuales, no están interesados por la moda, ni el culto al cuerpo, les gusta el fútbol, etc. Por otro lado Víctor (Pablo Puyol) es el dueño de una inmobiliaria que pretende remodelar todo el barrio para que todos sus habitantes sean guapos jóvenes gays, para ello intentará asesinar a todas las ancianas de la zona y de esta forma conseguir sus pisos y remodelarlos.
Víctor se cruza en la vida de la pareja protagonista al matar a su anciana vecina pues resulta que Rey es su heredero. Intenta comprarle el piso pero Rey quiere destinarlo para que lo ocupe su madre, Antonia (Concha Velasco), que odia a Leo y que al ocupar la vivienda se dedicará a intentar separar por todos los medios a la pareja. Víctor aprovecha este distanciamiento para acercarse a Leo y de esta forma conseguir acceder libremente al inmueble intentando infructuosamente matar a Antonia.
La policía investiga los asesinatos creyendo que se trata de casos aislados, excepto la inspectora Mila (Rosa María Sardà) una mujer excéntrica y cargada de fobias, que se percata que están conectados porque las víctimas son rociadas siempre con el mismo caro perfume. Pero sus superiores creen que está perturbada y la apartan del caso. Mila, junto con su hijo Luis (Edu Soto), también policía, sigue investigando por su cuenta hasta atrapar al asesino.

## Premios
- 2008: FilmOut San Diego - Best International Feature.[2]